# Xinmi
Koordinaten: 34° 30′ N, 113° 25′ O
Xinmi (新密市,  Xīnmì Shì) ist eine kreisfreie Stadt im Verwaltungsgebiet der bezirksfreien Stadt Zhengzhou, Provinz Henan, Volksrepublik China. Sie hat eine Fläche von 998,2 km² und zählt 813.100 Einwohner (Stand: Ende 2018).

## Sehenswürdigkeiten
Die Han-Gräber von Dahuting (Dahuting Han mu 打虎亭汉墓) aus der Östlichen Han-Zeit, die Stätte der befestigten Stadt Guchengzhai (Guchengzhai chengzhi 古城寨城址) und die Xinzhai-Stätte (Xinzhai yizhi 新砦遗址) stehen auf der Liste der Denkmäler der Volksrepublik China.